# Rocket Gibraltar
Pour plus de détails, voir Fiche technique et Distribution.
Rocket Gibraltar est un film américain réalisé par Daniel Petrie, sorti en 1988.

## Synopsis
Un ancien professeur reçoit la visite de sa famille pendant son 77è anniversaire.

## Fiche technique
- Titre français : Rocket Gibraltar
- Réalisation : Daniel Petrie
- Scénario : Amos Poe (en)
- Photographie : Jost Vacano
- Musique : Andrew Powell
- Pays d'origine : États-Unis
- Genre : drame
- Date de sortie : 1988

## Distribution
- Burt Lancaster (VF : Georges Aubert) : Levi Rockwell
- Suzy Amis : Aggie Rockwell
- Patricia Clarkson : Rose Black
- Frances Conroy : Ruby Hanson
- Sinéad Cusack : Amanda 'Billi' Rockwell
- John Glover : Rolo Rockwell
- Bill Pullman : Crow Black
- Kevin Spacey : Dwayne Hanson
- Macaulay Culkin : Cy Blue Black
- Angela Goethals : Dawn Black
- Sara Rue : Jessica Hanson
- George Martin : Dr Bonicker
- James McDaniel : Policier
- David Hyde Pierce : Monsieur Henri
- Danny Corkill : Kane Rockwell